# Långtjärnen (Jörns socken, Västerbotten, 725209-168965)
Långtjärnen är en sjö i Skellefteå kommun i Västerbotten och ingår i Byskeälvens huvudavrinningsområde.